# Jivanmukta
Een jivanmukta (Devanagari:  जीवन्मुक्त, Sanskriet: jīvanmukta) is iemand die al gedurende het leven moksa heeft bereikt en daarmee is verlost van samsara, de eeuwigdurende cyclus van leven en dood. Deze staat heet jivanmukti en daarmee zou men volgens Shankara voorbij de vier levensfases of asrama's zijn (atyasramin) en ook voorbij de vier varna's.
Tussen de verschillende darsana's of hindoeïstische filosofische scholen woedde een polemische strijd of hier sprake van kon zijn. Hierbij nam de advaita-school de positie in dat dit mogelijk was door volledige onttrekking van activiteiten en regels. Dit was het streven van de wereldverzaker (samnyasin). Tegenstanders stelden dat er slechts sprake kon zijn van moksa na de dood, videhamukti.